# Canon EOS 1000D
Máy ảnh Canon EOS 1000D 10,1-megapixel  còn được gọi là EOS Kiss F tại Nhật Bản hay  EOS Rebel XS ở  Hoa Kỳ là một máy ảnh kỹ thuật số ống kính đơn phản xạ có bộ cảm biến CMOS kiểu APS-C 10.1 megapixel tích hợp hệ thống tự làm sạch bụi cảm biến, đây là một dòng máy ảnh EOS của hãng Canon được công bố vào ngày 10 tháng 6 năm 2008.
Nó được biết đến như một sự kế thừa của dòng máy Canon EOS 450D 
Cùng như dòng máy 450D,  Canon EOS 1000D được trang bị một số tính năng như chức năng ngắm ảnh trực tiếp (live view), sử dụng thẻ nhớ SD/SDHC để lưu trữ hình ảnh. Tuy nhiên, máy chỉ được trang bị hệ thống lấy nét 7 điểm trong khi hai người tiền nhiệm (400D và 450D) có 9 điểm lấy nét, nó cũng thiếu chế độ đo sáng điểm (spot-metering) so với máy Canon EOS 450D.

## Thông số chính
- Công nghệ xử lý hình ảnh DIGIC III.
- Màn hình LCD 2.5-inch với độ phân giải 230.000 pixel.
- Tính năng ngắm ảnh trực tiếp qua màn hình (live view).
- Hệ thống lấy nét 7 điểm.
- Tích hợp hệ thống tự làm sạch bụi cảm biến.
- Hệ màu video NTSC/PAL
- Định dạng ảnh JPEG, RAW.
- Pin LP-E5 Battery Pack.
- Trọng lượng 0.450 kg.
- Ống kính kèm thân máy: EF-S 18-55mm f/3.5-5.6 IS (chống rung)

## Một số ống kính tương thích

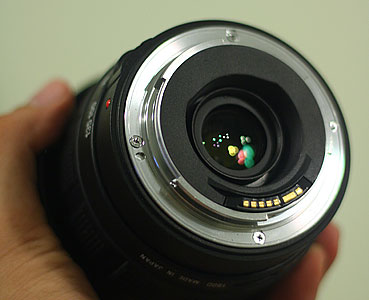
Ngàm ống kính
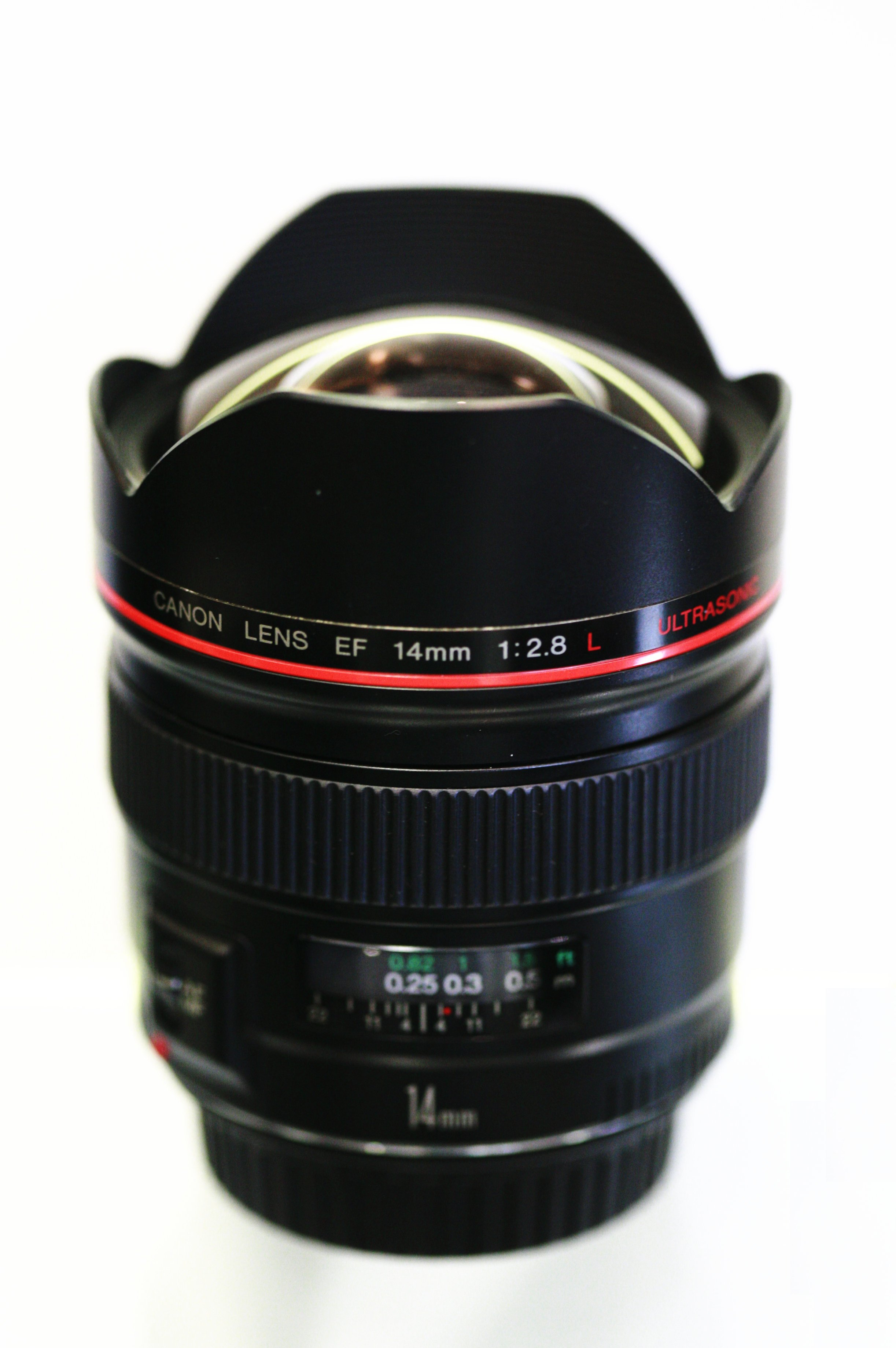
14mm F2.8 L lens
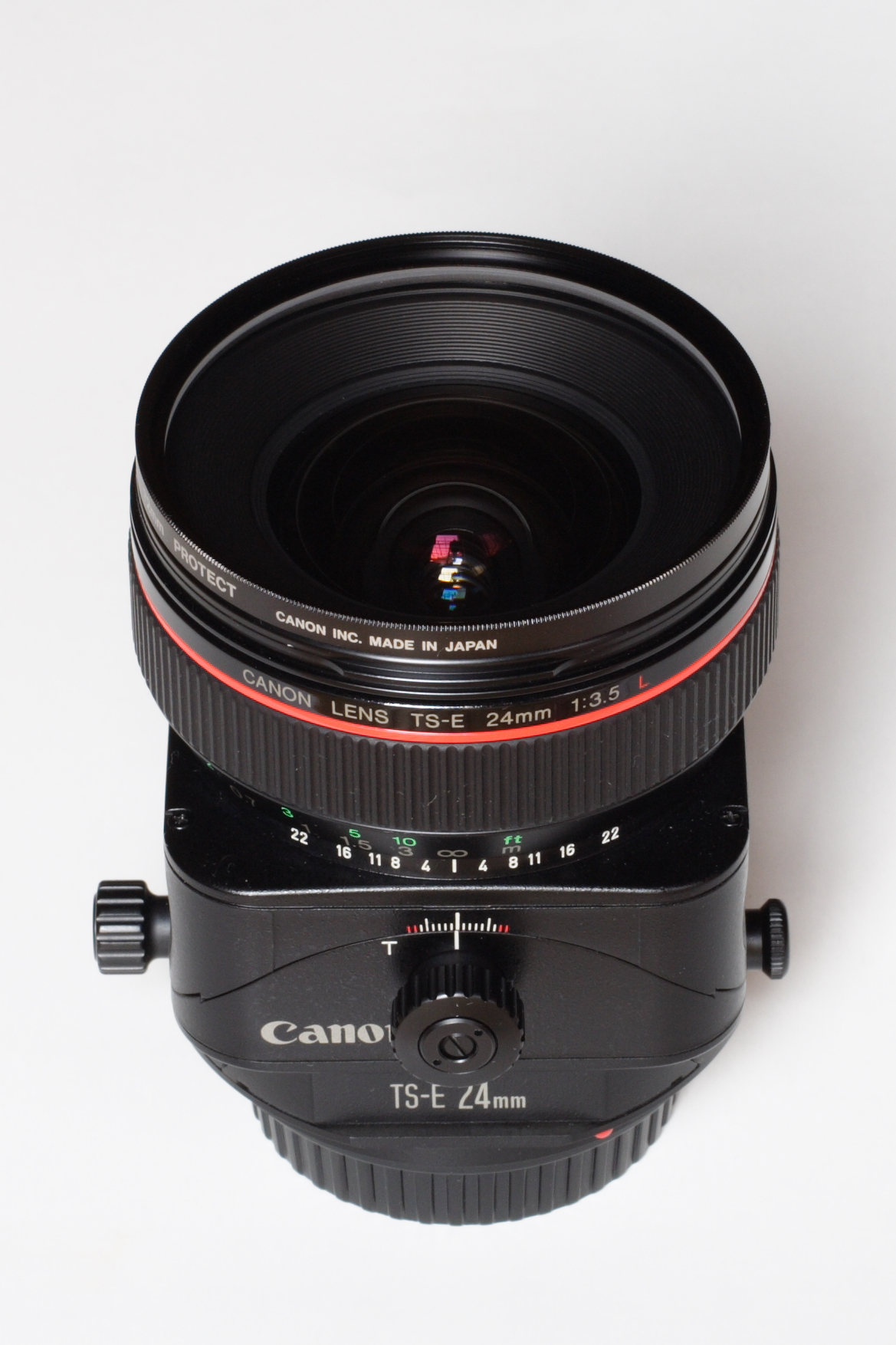
TS-E 24mm f/3.5L lens

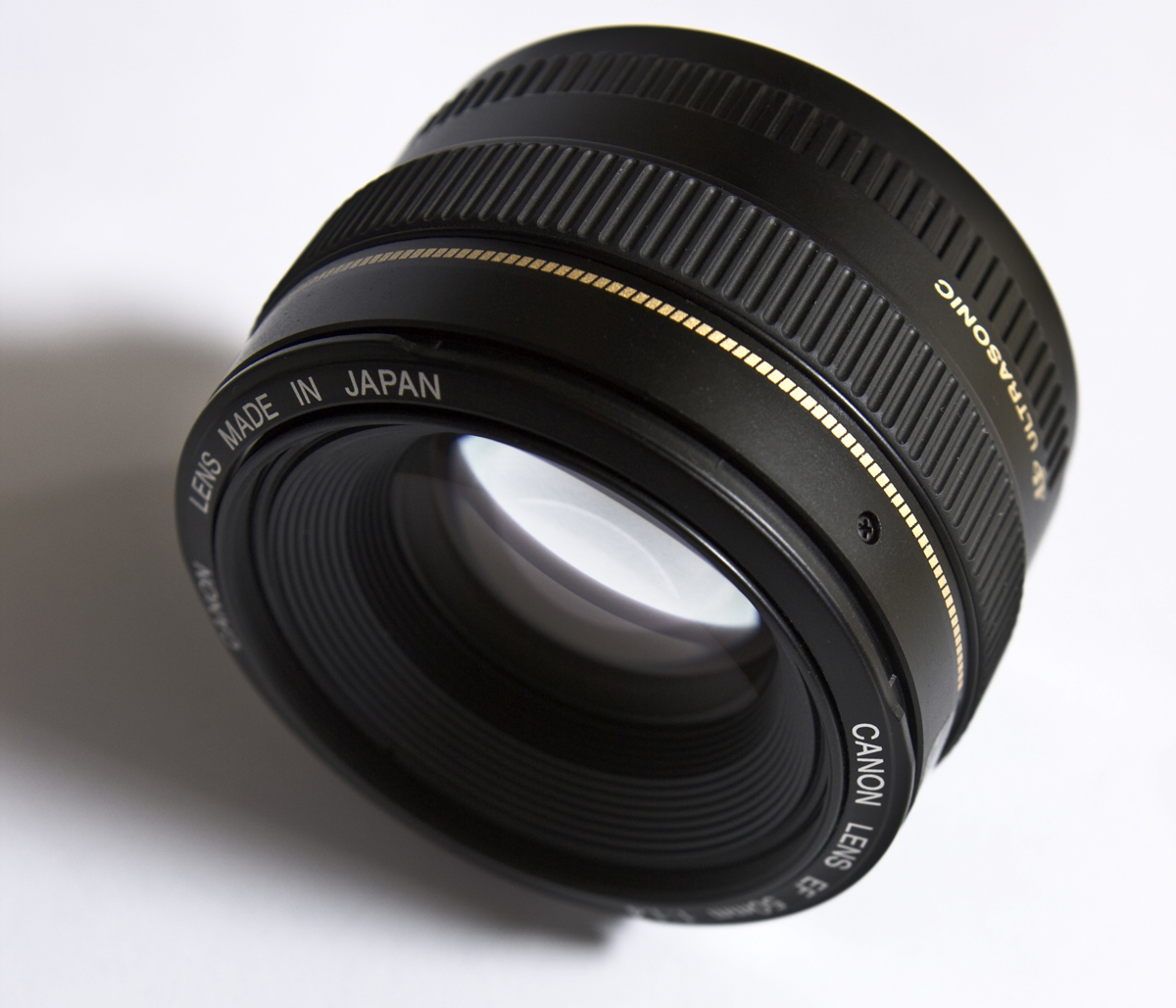
50mm F1.4 lens
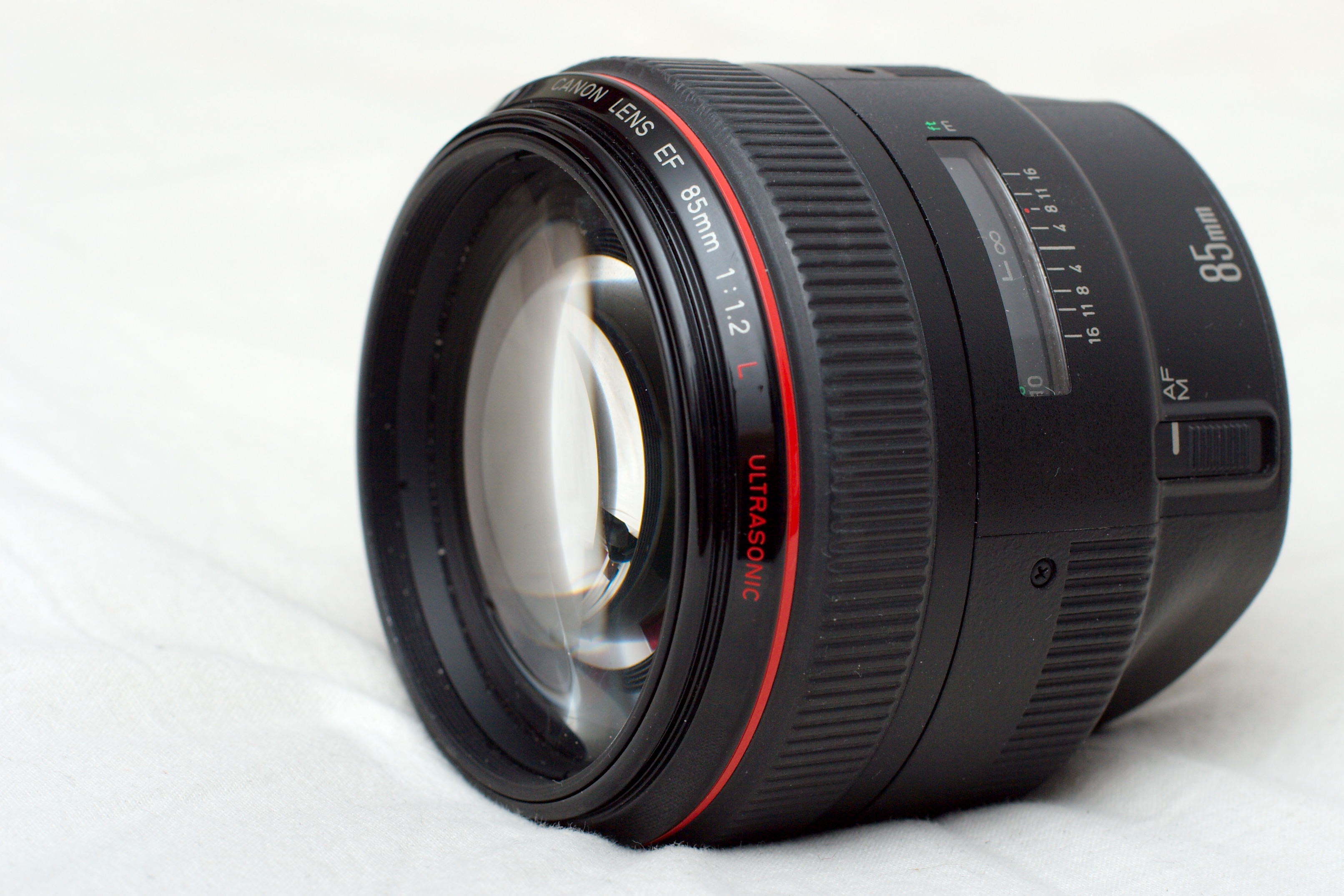
85mm F1.2 L lens
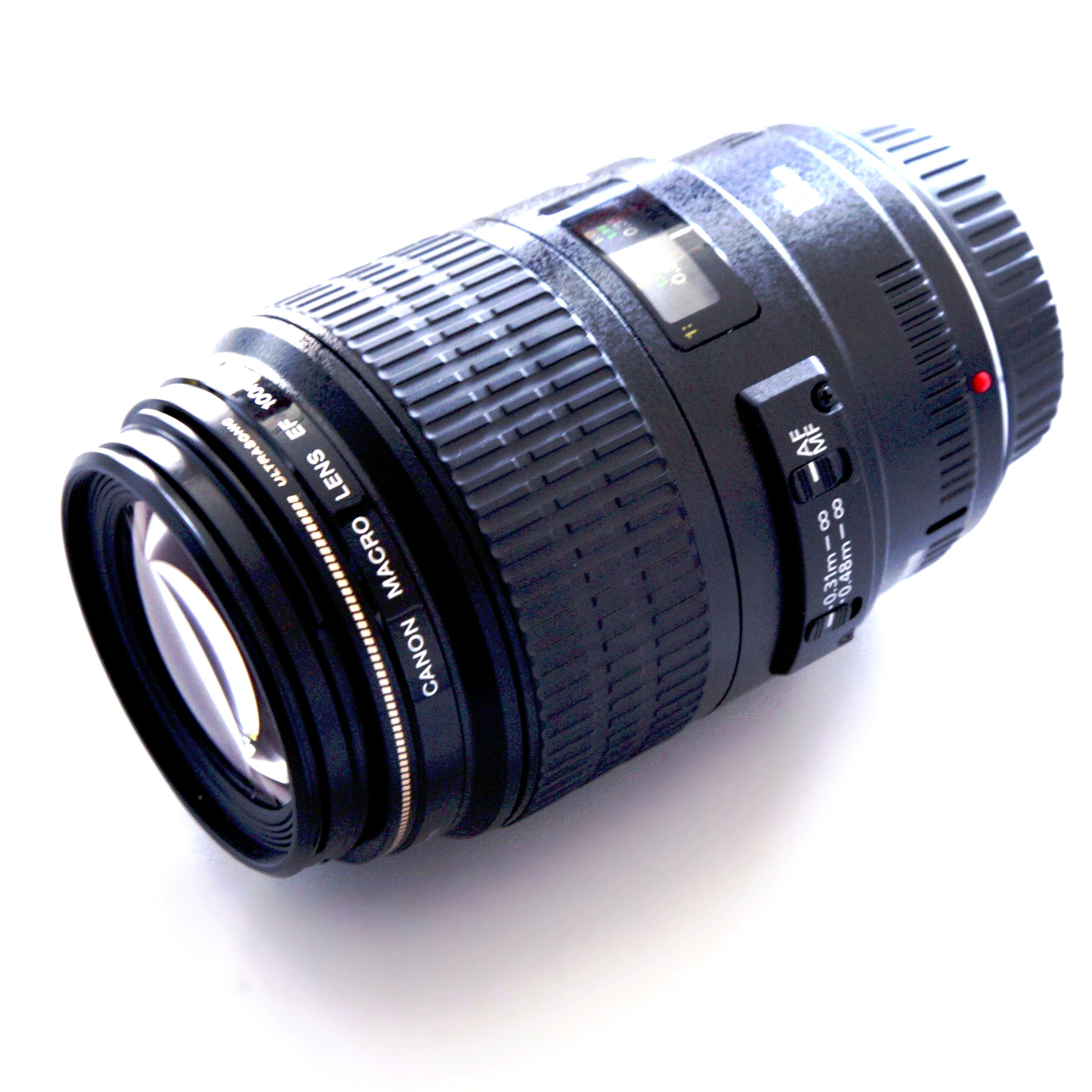
100mm F2.8 macro lens

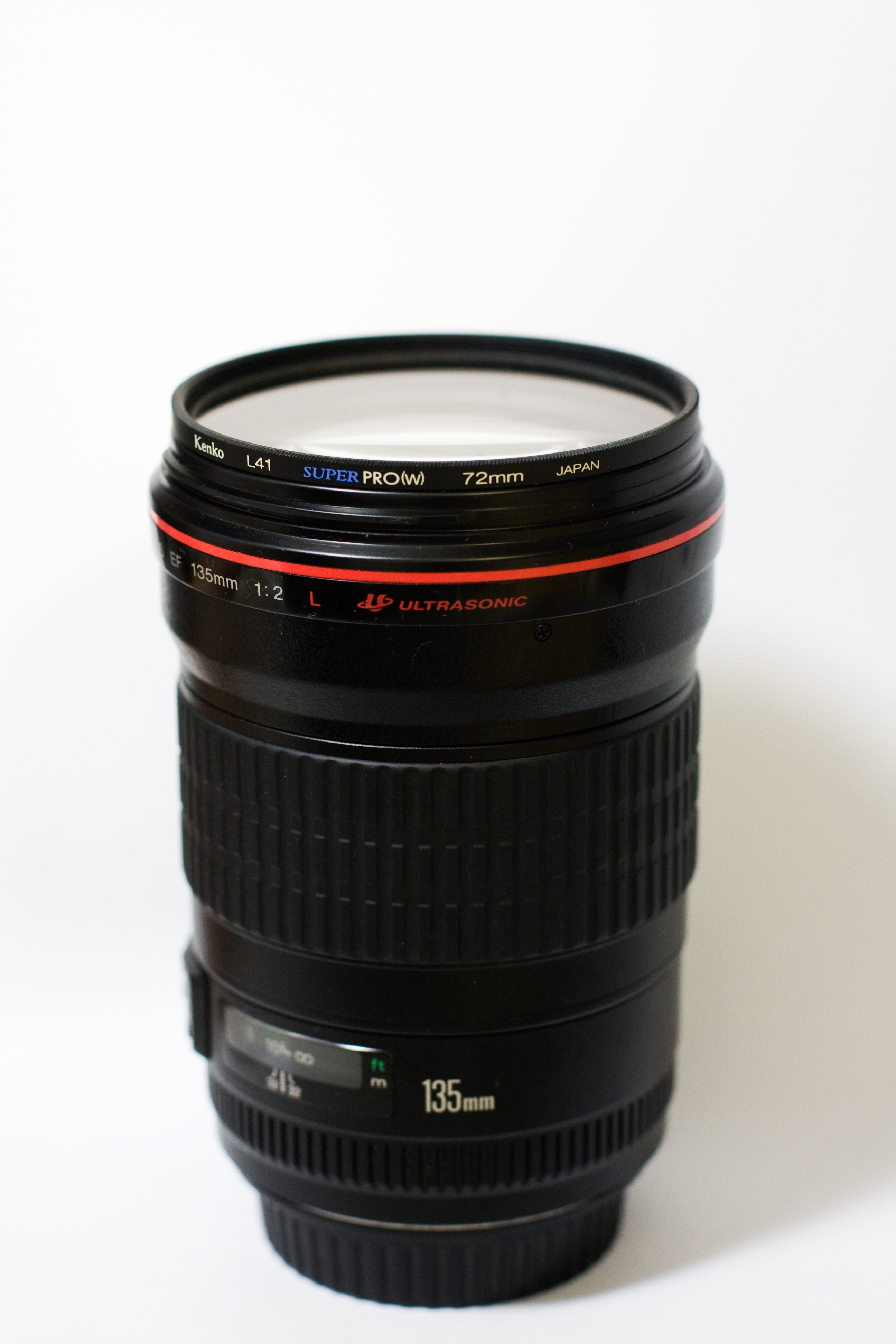
135mm F2 L lens
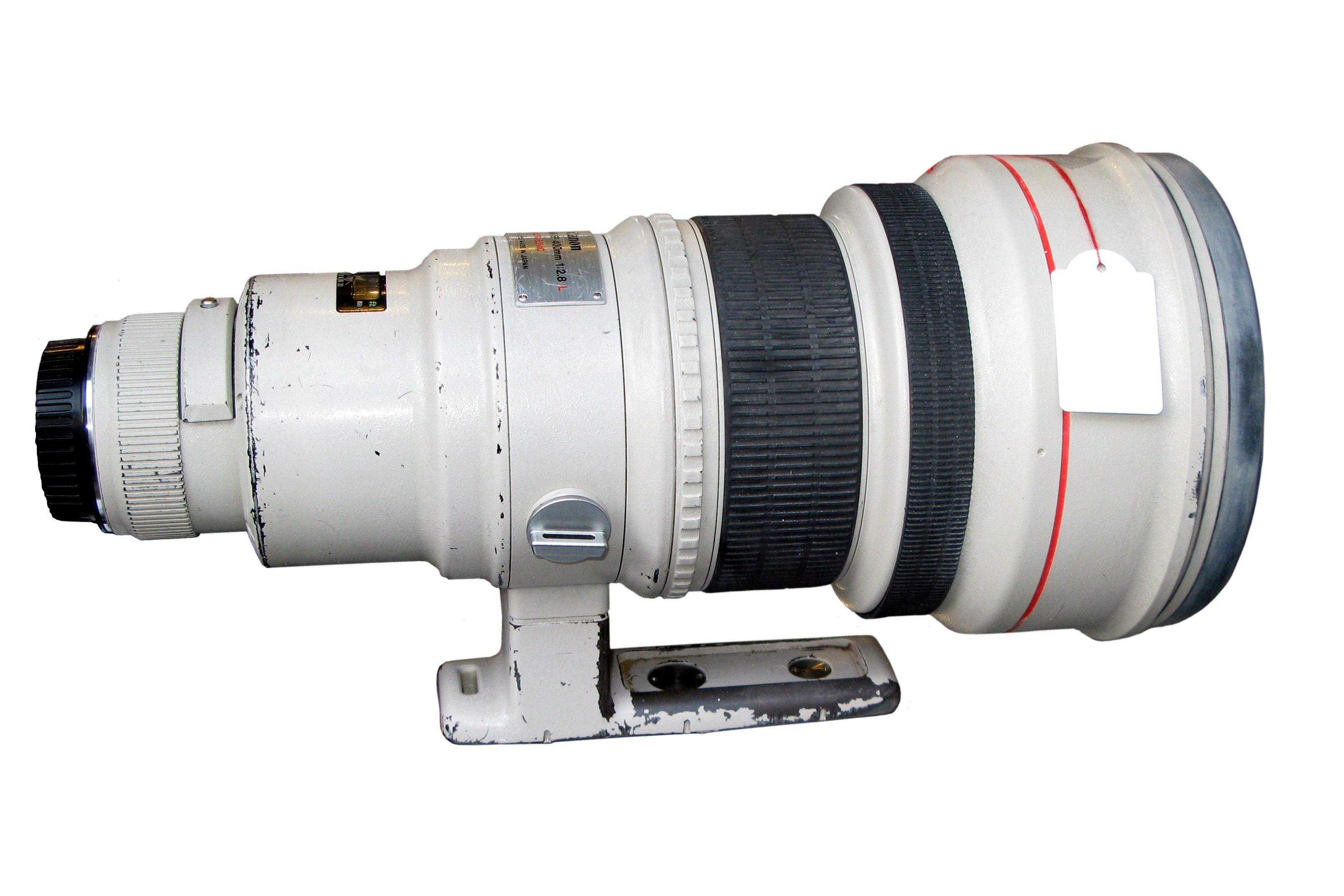
Canon EF 400mm lens
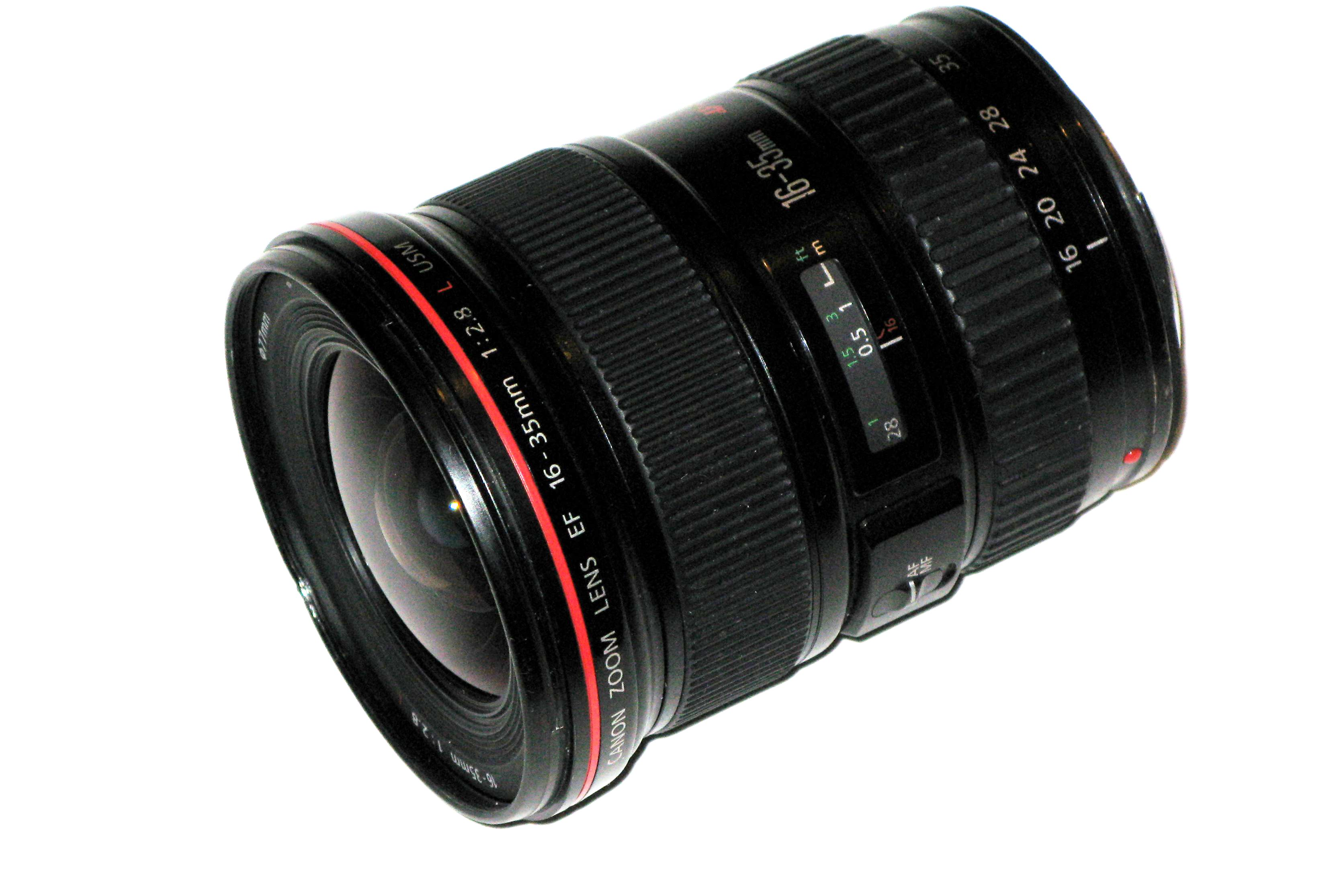
16-35 F2.8 L lens

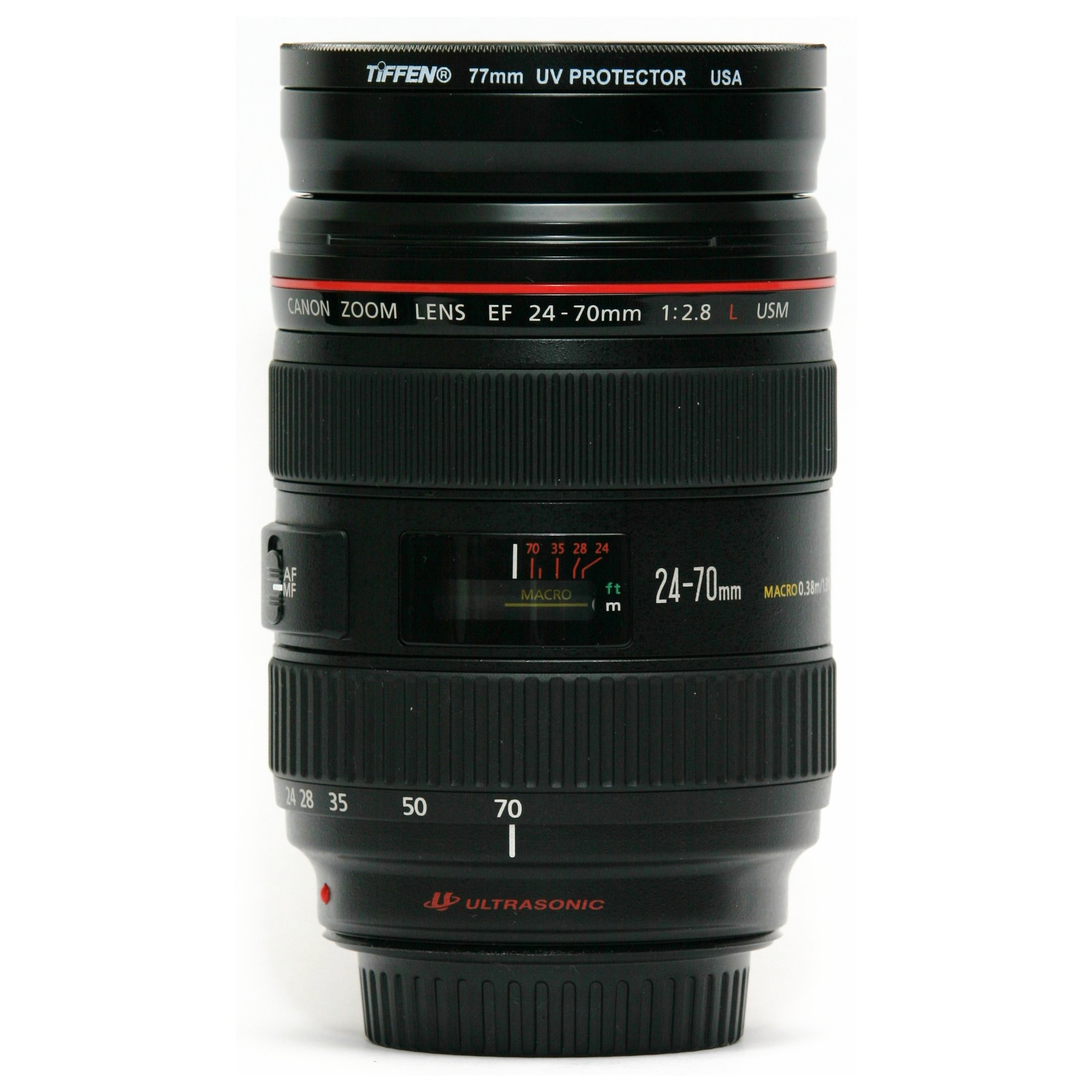
24-70 F2.8 L lens
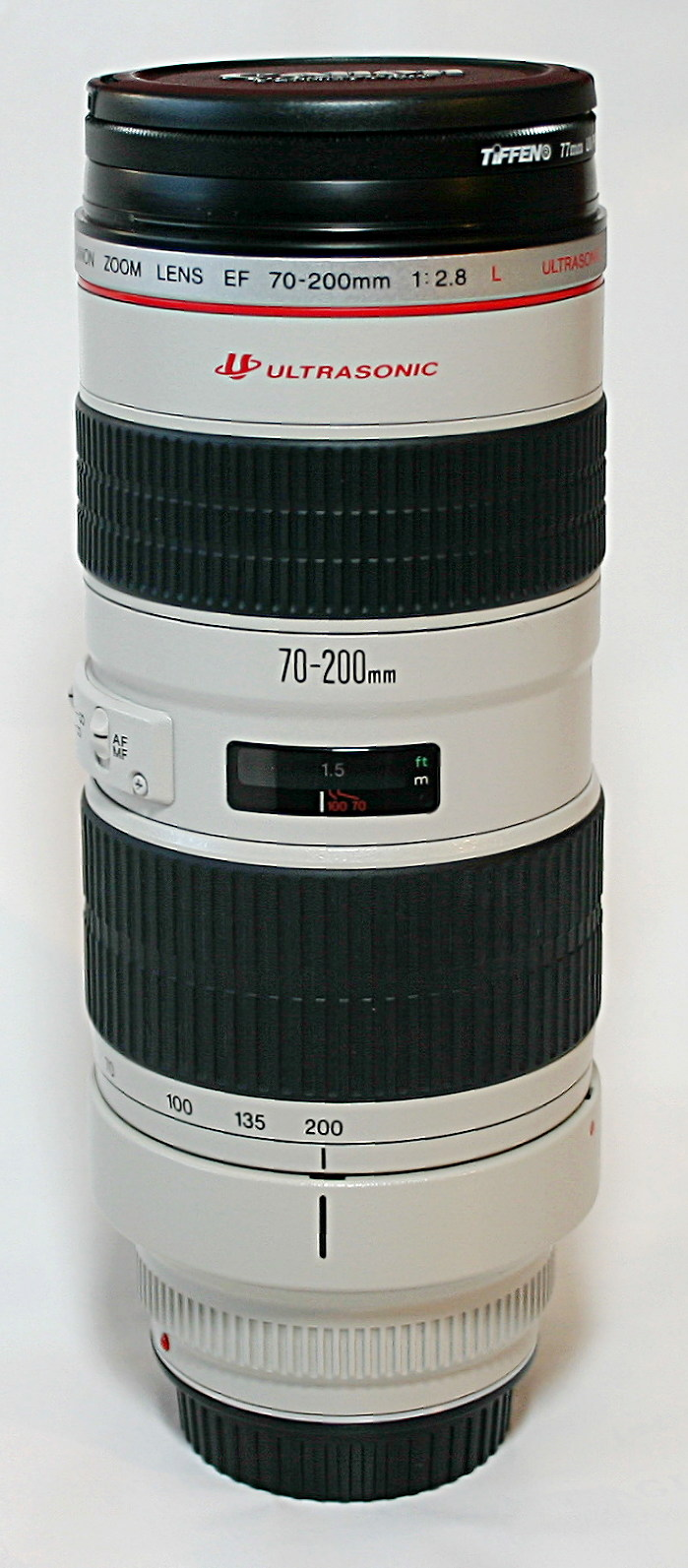
70-200mm F2.8 L lens
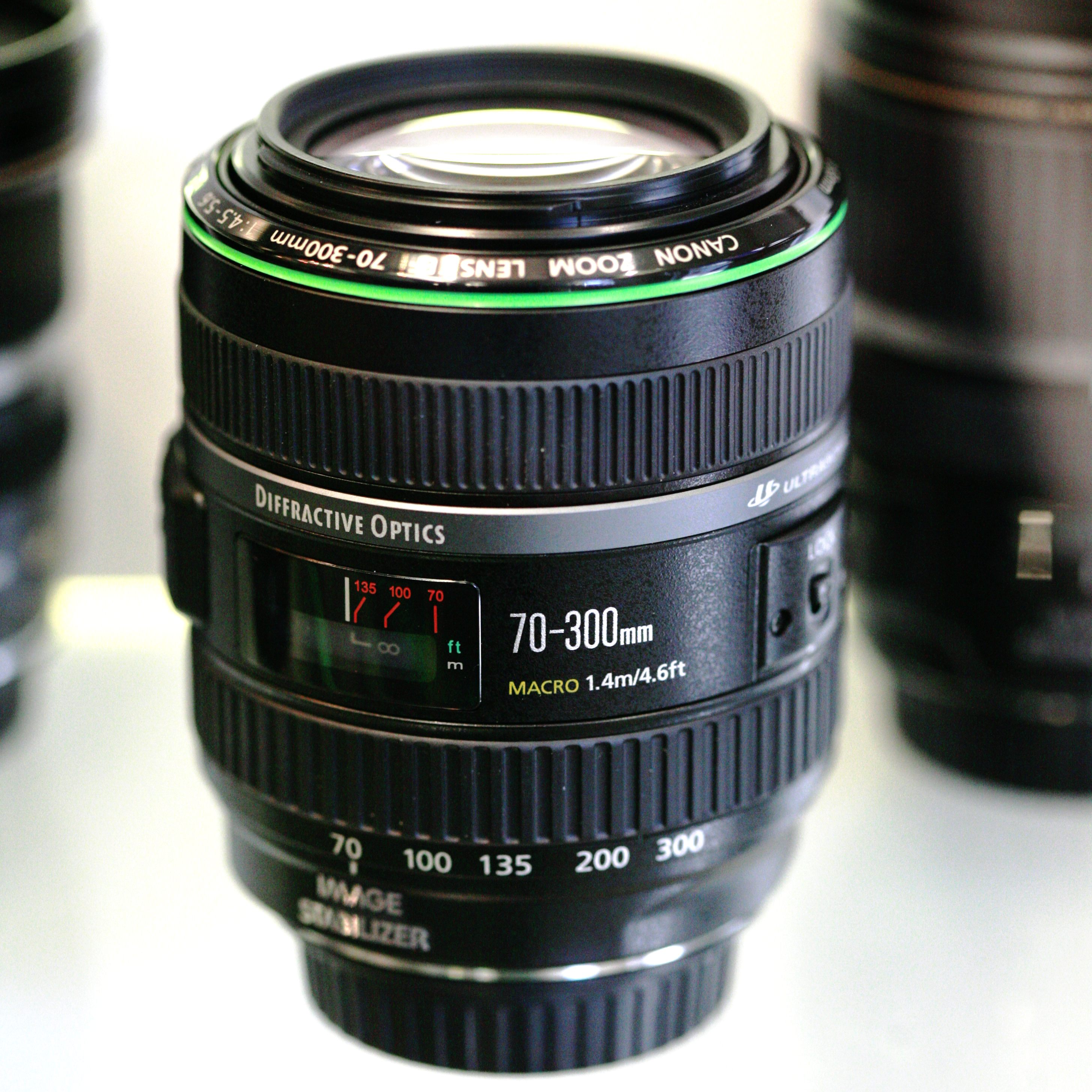
70-300mm F4.5-5.6 IS DO lens